# Greatest Hits Vol. 2 (альбом ABBA)
Greatest Hits Vol. 2 — альбом лучших песен шведской группы ABBA, выпущенный в октябре 1979 года с целью поддержки популярности группы после их турне по Европе и Северной Америке. Он стал вторым альбомом ABBA в том году, занявшим первую строчку чартов (первым был Voulez-Vous), и включил в себя новую песню «Gimme! Gimme! Gimme! (A Man After Midnight)», записанную в августе 1979 года.

## Об альбоме
Диск состоит из записей 1976—1979 годов (альбомы Arrival, The Album и Voulez-Vous плюс внеальбомные синглы «Summer Night City» и «Gimme! Gimme! Gimme! (A Man After Midnight)») — с одним исключением, коим является песня «Rock Me» с релиза 1975 года ABBA, выпущенная как сингл в Австралии и Новой Зеландии после успеха первой части сборника.
Песня «Angeleyes» была включена преимущественно из-за своего успешного релиза в качестве сингла в Великобритании, где она стала ведущим треком с двойной стороны «А» вместе с «Voulez-Vous»; последняя, однако, на альбом не попала вообще. В свою очередь, трек «I Wonder (Departure)» нигде как сингл не выпущен не был, но в компиляции присутствует.
В Японии альбом был выпущен под названием Greatest Hits, так как первая часть компиляции там выпущена не была.
Greatest Hits Vol. 2  впервые вышел на CD в 1983 году.

## Список композиций
Все песни написаны Ульвеусом и Андерссоном при участии (где указано) Стига Андерсона.

### Сторона «А»
1. «Gimme! Gimme! Gimme! (A Man After Midnight)» — 4:45
2. «Knowing Me, Knowing You» (+Андерсон) — 4:01
3. «Take a Chance on Me» — 4:03
4. «Money, Money, Money» — 3:05
5. «Rock Me» — 3:05
6. «Eagle» — 5:53
7. «Angeleyes» — 4:20

### Сторона «Б»
1. «Dancing Queen» (+Андерсон) — 3:51
2. «Does Your Mother Know» — 3:13
3. «Chiquitita» — 5:26
4. «Summer Night City» — 3:34
5. «I Wonder (Departure)» (+Андерсон) — 4:32
6. «The Name of the Game» (+Андерсон) — 4:52
7. «Thank You for the Music» — 3:49

## Синглы
1. «Summer Night City»/«Medley» (сентябрь 1978)
2. «Gimme Gimme Gimme»/«The King Has Lost His Crown» (октябрь 1979)

## В записи участвовали
ABBA
- Бенни Андерссон — клавиши, вокал
- Агнета Фельтског — вокал
- Анни-Фрид Лингстад — вокал
- Бьорн Ульвеус — акустическая гитара, электрическая гитара, вокал

Дополнительно
- Rolf Alex — ударные
- Ola Brunkert — ударные
- Lars Carlsson — horn
- Christer Danielson — horn
- Andrew Eijas — horn
- Malando Gassama — percussion
- Rutger Gunnarsson — бас-гитара
- Gloria Lundell — harp
- Roger Palm — drums
- Halldor Palsson — саксофон
- Янне Шаффер — гитара
- Bengt Sundberg — horn
- Åke Sundqvist — percussion
- Mike Watson — bass
- Lasse Wellander — guitar
- Gunnar Wenneborg — horn
- Kajtek Wojciechowski — саксофон

Продюсеры
- Бенни Андерссон
- Бьорн Ульвеус

Аудиоинженер
- Майкл Третов

## Позиции в хит-парадах
| Год  | Чарт                 | Позиция |
| ---- | -------------------- | ------- |
| 1979 | UK Album Chart       | 1       |
| 1979 | Norway’s Album Chart | 25      |

| Год  | Чарт              | Позиция |
| ---- | ----------------- | ------- |
| 1980 | The Billboard 200 | 46      |

| Хит-парад (1980)      | Позиция |
| --------------------- | ------- |
| Канада (RPM Year-End) | 26      |